# Фьодор Ремезов
Фьодор Никитич Ремезов (на руски: Фёдор Никитич Ремезов) e съветски военачалник, участник във Втората световна война, генерал-лейтенант (1940).

## Биография
Роден е на 7 юни 1896 г. в селището на Каслинския завод (сега в Челябинска област).
Влиза в редовете на РККА през 1918 г. Завършва курсовете за пехотни командири във Вятск (1919) и Висшето тактико-стрелково училище за командния състав на РККА (1921).
През Гражданската война командва рота и батальон в боевете против войските на адмирал Колчак. След това е командир на отделен батальон от 33-та кубанска дивизия от 9-а армия, която се сражава срещу войските на генерал Врангел.
След войната заема щабни длъжности. От април 1931 г. е командир на стрелкови полк. Преминава обучение във Военната академия „Фрунзе“ (1932). През юли 1937 г. е назначен за командир на 45-а стрелкова дивизия, а през 1938 г. – за командващ войските на Житомирската армейска група. През 1939 г. е назначен за командващ войските на Забайкалския военен окръг. От юни 1940 г. е командващ войските на Орловския военен окръг.
На 7 юли 1941 г., 2 седмици след нападението на Германия над СССР, Ремезов сменя на поста командир на 13-а армия смъртно ранения генерал-лейтенант Пьотър Филатов. По онова време 13-а армия води тежки отбранителни боеве в района на Минск и Борисов срещу 3-та танкова група на Херман Хот. В утрото на 12 юли Ремезов потегля към войските за организиране на контраудар. По пътя щабната кола е обстреляна от автоматчици на противника и той е ранен.
След лекуването си, от 4 септември до 18 октомври 1941 г., Ремезов ръководи войските на Северно-кавказкия военен окръг, а после е назначен за командващ на новосформираната в състава на окръга 56-а армия. През есента на 1941 г. армията отбранява Ростов на Дон, но под ударите на превъзхождащите сили на противника е принудена да се оттегли на левия бряг на река Дон. По време на Ростовската настъпателна операция армията на Ремезов, във взаимодействие с 9-а армия на генерал-майор Фьодор Харитонов, освобождава Ростов на Дон.
От април 1942 г. до края на войната генерал-лейтенант Ремезов е командващ 45-а армия от Закавказкия фронт, изпълняваща задачи по прикриването на държавната граница с Турция и охраната на комуникациите с Иран, където са въведени съветски войски в съответствие с договора от 1921 г.
След войната е ръководител на факултет във Военната академия „Фрунзе“, заместник-началник на Военната академия „Дзержински“. От 1959 г. е в оставка.
Фьодор Никитич Ремезов умира в Ленинград на 6 юни 1990 г.

## Награди
- 2 ордена „Ленин“
- 4 ордена „Червено знаме“
- орден „Червена звезда“
- медали